# コローニ
コローニ(Coloni Motorsport s.p.a.)は、イタリア・ウンブリア州ペルージャに本拠地を置くレーシングチームで、1987年から5年間F1世界選手権に参戦した。創設者はエンツォ・コローニ。

## F1

### 参戦開始

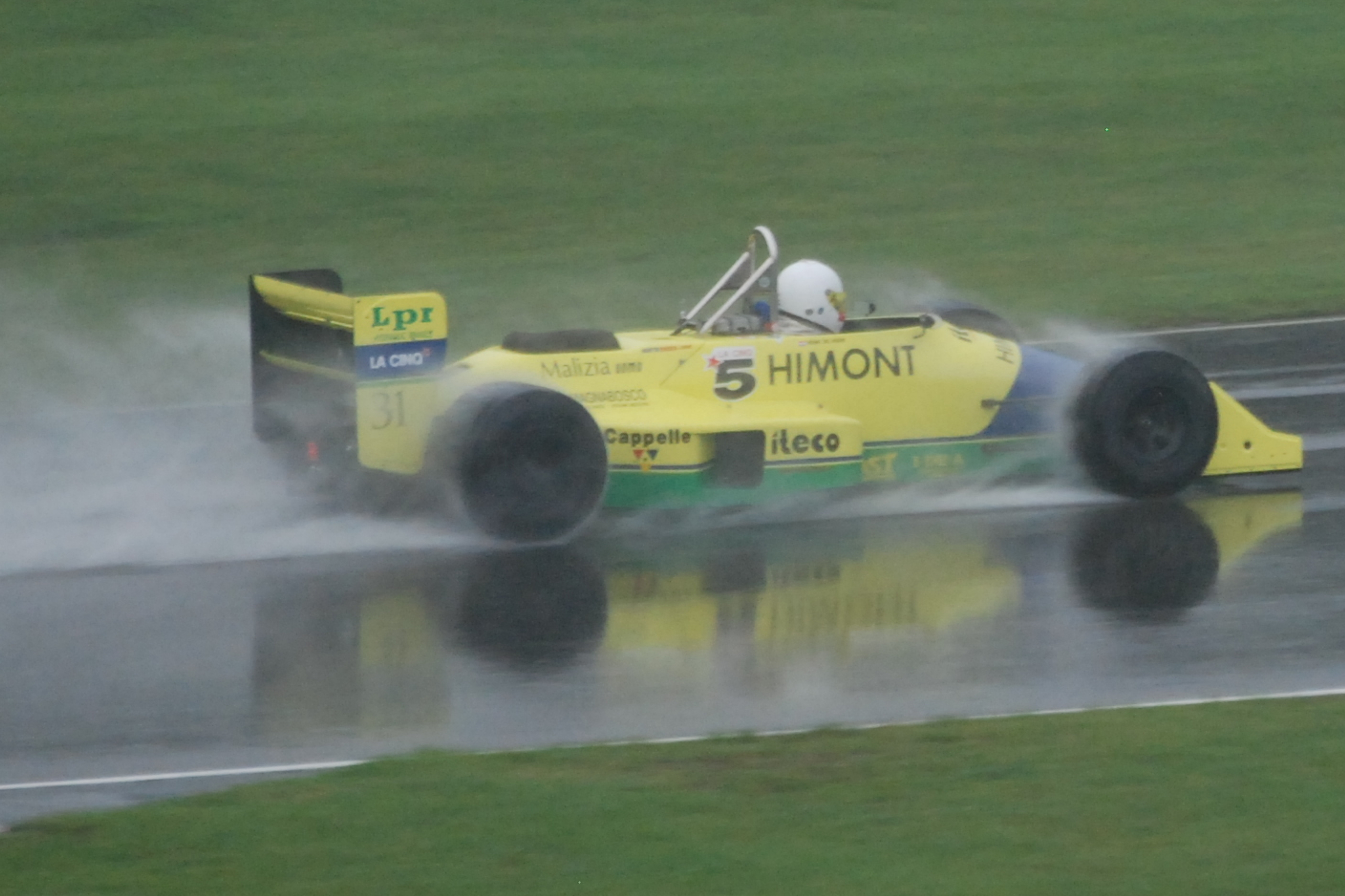
コローニ・FC188B

コローニは地元イタリアF3の強豪チームとして活躍していたが、1987年イタリアGPでニコラ・ラリーニのドライブによりF1に初参戦した（コローニ・FC187）。しかし、同グランプリでは予選通過を果たせず、決勝に進出したのは2戦後のスペインGPだったが、完走は成らなかった。同年はこの2戦のみのスポット参戦であった。
1988年よりガブリエル・タルキーニの1台体制でフル参戦を開始。新型のFC188とFC188Bを製作、実戦投入した。F1の決勝レース初完走は同年第4戦メキシコGP（14位）だった。
1989年はロベルト・モレノとピエール＝アンリ・ラファネルの2カー体制となるが、参加台数が40台近くに達したために前半戦はラファネルが、後半戦は2台とも予備予選に回されてしまう。その結果、決勝進出は13回に留まった。またカナダGPではニューマシンC3がデビューしたが、大型スポンサーを持たないコローニは開発資金不足であり、第13戦ポルトガルGPでの予選通過を果たしたモレノの決勝出走がコローニにとって最後のF1決勝レース出走となった。

### スバルとの共同参戦
1989年末に富士重工業（スバル）が1億円でチームの株式の半分を買い取り、 1990年はスバル・コローニとしてエントリーを行った。5年という長期契約でスタートしたスバルとモトーリ・モデルニが共同開発した水平対向12気筒エンジンを搭載し、ドライバーにベルトラン・ガショーを起用した。しかし開幕戦アメリカGP予選ではエンジン信頼性の問題と重量の問題により1周5分という惨憺たるラップタイムしか記録できず、その後も予備予選を通過できない惨憺たる結果が続いた。結局第8戦イギリスGPを以ってスバルと決別し、フォード・コスワースDFRへと搭載エンジンを変更したが、以後も決勝進出はならなかった（なお、スバル水平対向12気筒エンジンを搭載したマシンがC3B、フォードコスワースDFRV8エンジンを搭載したマシンがC3C）。
1991年は前年のマシンを改正レギュレーションに合わせ各部を変更したC4を準備し、ドライバーは前年度イギリスF3000チャンピオンのポルトガル人ペドロ・チャベスと契約した。資金難と脆弱な開発体制から「コローニをF3000に持ってきても勝てないだろう」と酷評される状況で、予備予選でも最下位の常連でありチャベスは参戦した13戦で一度も予備予選を通過できなかった。F1ブームに沸くジャパンマネーを求めて初夏には影山正彦にスポンサーマネー持ち込みでのシートをオファーをするも断られた。終盤の2戦では日本の服部尚貴を起用し、第15戦日本GPでは一口2万円での個人スポンサーを募った。鈴鹿に現れたマシンは、サイドポンツーン上部に細かく個人スポンサーの名前が並び『耳なし芳一』と揶揄されたが、鈴鹿をよく知る服部も予備予選を通過できなかった。

### 撤退
1990年シーズン終了後、エンツォ・コローニは、F1チームをイタリアの製靴メーカ社長の実業家アンドレア・サセッティに売却したが、チームにはマネージャーとして残った。売却されたチームはアンドレア・モーダとして翌1992年のF1にエントリーするが、結局同年8月のベルギーGPを最後にF1から追放処分を受け、参戦を終了した。

## 下位フォーミュラでの活躍
F1を撤退したコローニは、下位フォーミュラで活動を行う。地元イタリアF3(後のユーロF3)のほか、国際F3000(現在のGP2)にも参戦している。またイタリアを中心にヨーロッパを転戦するユーロ3000選手権では、自らシリーズ運営にも携わっている。
2006年からは、ジャンカルロ・フィジケラがオーナーのFMSとパートナーを組んで参戦（チーム名はFMS）、途中から参戦した元F1ドライバーであるジョルジオ・パンターノによって3勝をあげている。

## 変遷表(F1)
| 年   | エントリー名                                      | シャーシ  | タイヤ | エンジン               | 燃料 オイル | ドライバー                                                           | 備考 |
| ---- | ------------------------------------------------- | --------- | ------ | ---------------------- | ----------- | -------------------------------------------------------------------- | --- |
| 1987 | エンツォ・コローニ・レーシングカー・システムズ    | FC187     | G      | フォードDFZ            | Agip        | ニコラ・ラリーニ                                                     | *第11,13戦のみ参戦し、第11戦は予選落ち                                                                                                  |
| 1988 | コローニ SpA                                      | FC188     | G      | フォードDFZ            | Agip        | ガブリエル・タルキーニ                                               | *第6-9,12,14-16戦は予選不通過 |
| 1989 | コローニ SpA                                      | FC188B C3 | P      | フォードDFR            | Agip        | ロベルト・モレノ ピエール＝アンリ・ラファネル エンリコ・ベルタッジア | *第1,2,4,5,7戦で予選、第9-12,14-16戦で予備予選落ち *第1-10戦に参戦した内、第3戦以外予備予選落ち *参戦した第11-14,16戦すべて予備予選落ち |
| 1990 | スバル・コローニ・レーシング コローニ・レーシング | C3B C3C   | G      | スバル1235 フォードDFR | Agip        | ベルトラン・ガショー                                                 | *第1-10戦は予備予選、第11-16戦は予選落ち                                                                                                |
| 1991 | コローニ・レーシング                              | C4        | G      | フォードDFR            | Agip        | ペドロ・チャベス 服部尚貴                                            | *両ドライバー全戦予備予選落ち |

*斜体になっているドライバーはスポット参戦など

## 在籍していたドライバー
F1
- ニコラ・ラリーニ
- ガブリエル・タルキーニ
- ロベルト・モレノ
- ピエール＝アンリ・ラファネル
- エンリコ・ベルタッジア
- ベルトラン・ガショー
- ペドロ・チャベス
- 服部尚貴

F3
- エンツォ・コローニ
- イヴァン・カペリ
- アレックス・カフィ
- ニコラ・ラリーニ
- マウロ・マルティニ
- マルコ・アピチェラ
- リナルド・カペッロ
- パオロ・コローニ 他

F3000（GP2）
- ジョルジオ・パンターノ
- リカルド・スペラフィコ
- ゾルト・バウムガルトナー
- パトリック・フリーザッハー
- ジャンマリア・ブルーニ
- マティアス・ラウダ
- オリバー・ティッヒー 他